# Shinkansen Seria E2

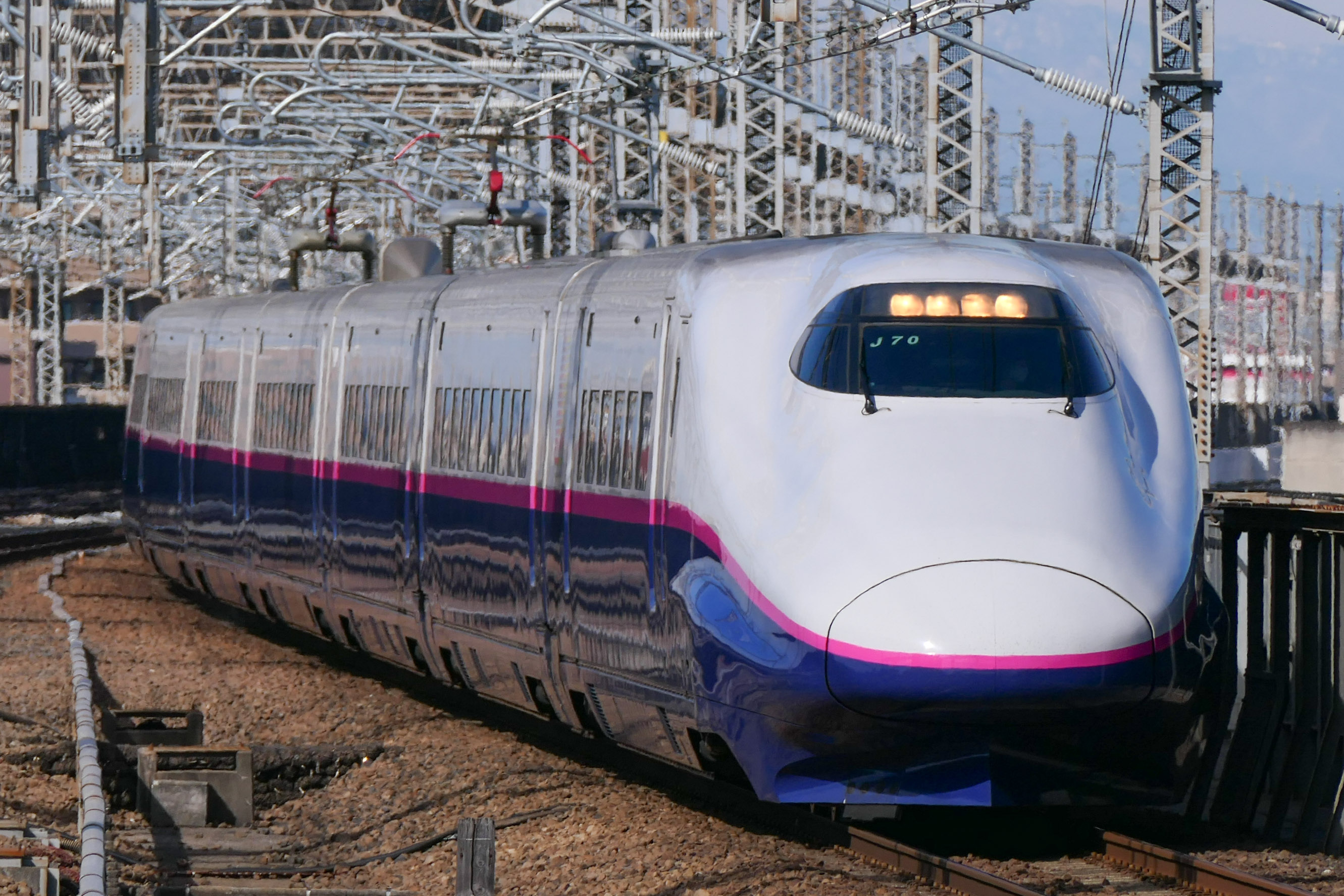
Shinkansen Seria E2

Shinkansen Seria E2 sunt garnituri de tren care rulează pe rețeaua de mare viteză japoneză Shinkansen. Trenul atinge viteza de 275 km/h.

## 0 serie

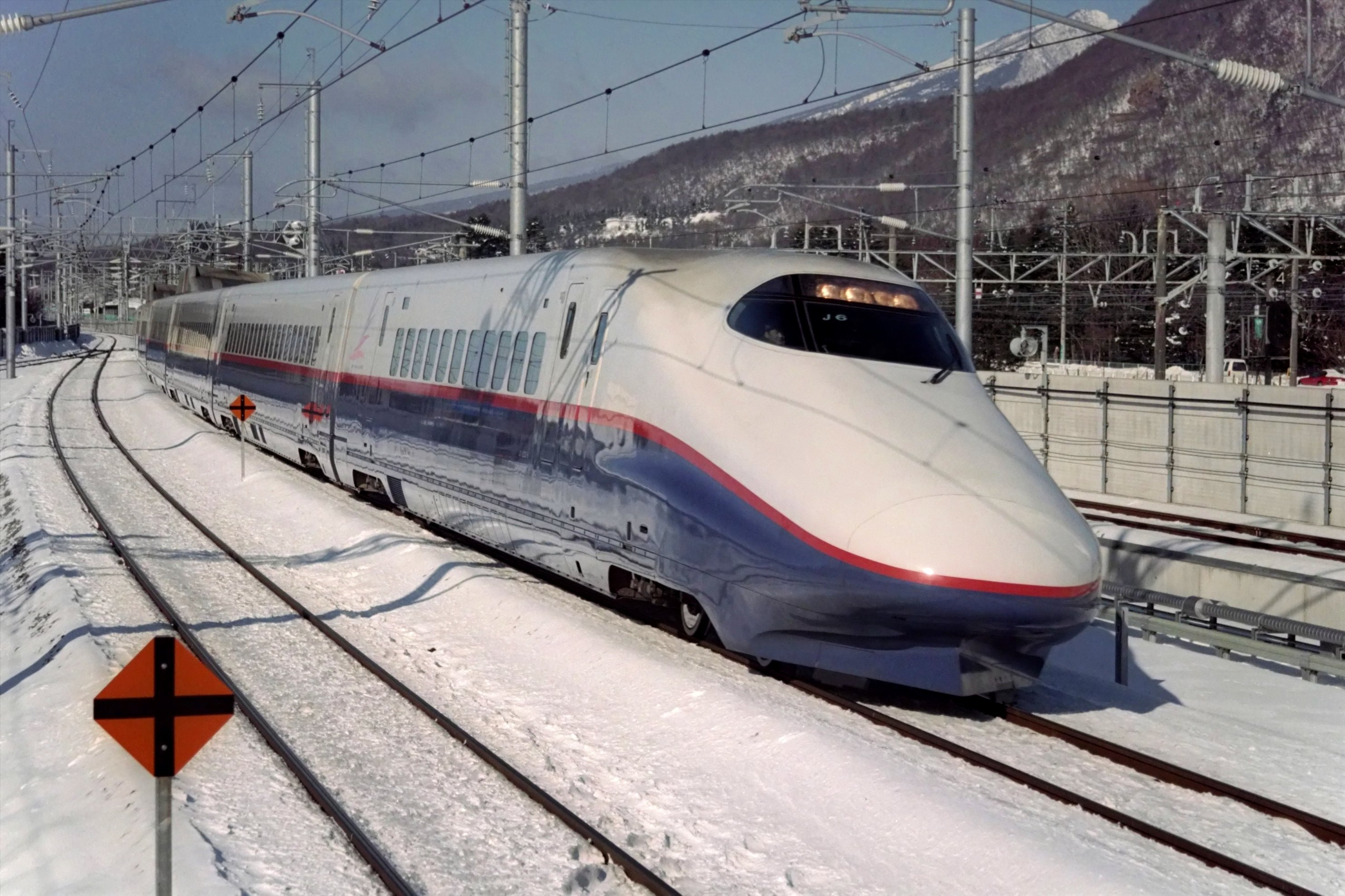

## 1000 serie

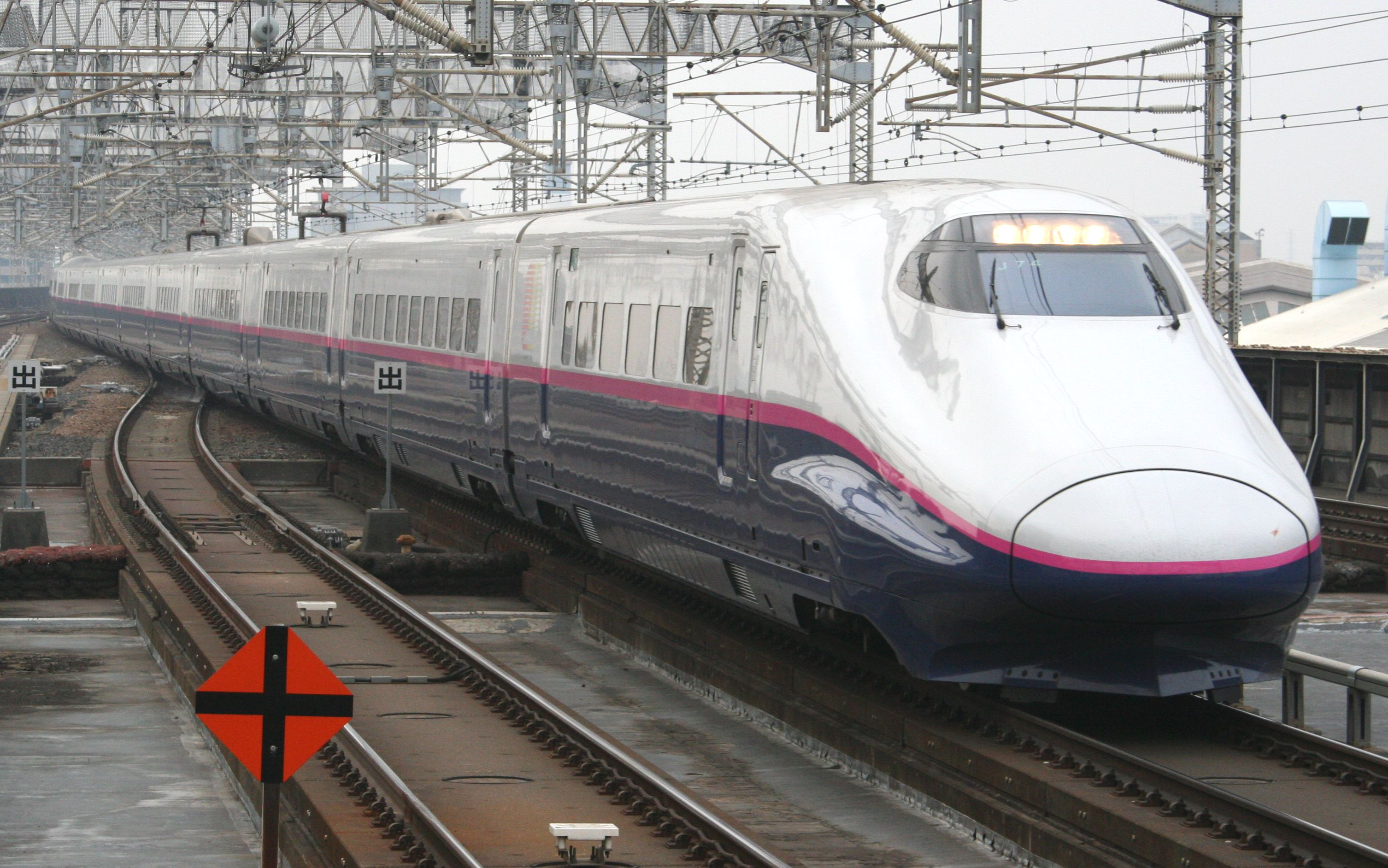